# Grundwein
Grundwein ist das Rohprodukt für die Herstellung von Produkten aus Wein. Es ist ein bereits fertiger, aber junger Fasswein, der
- für die Herstellung von Schaumwein einer zweiten Gärung unterzogen wird;
- für Sherry mit anderen Jahrgängen verschnitten wird;
- als Brennwein unfiltriert, also mit der Weinhefe, die Grundlage von Branntweinen, wie Cognac, Armagnac, Brandy etc. darstellt.

## Quelle
- Gerhard Troost, Hans Peter Bach, Otto H. Rhein: Sekt, Schaumwein, Perlwein. 2. Auflage. Verlag Eugen Ulmer, 1995, ISBN 3-8001-5818-3.